# Karl Heinrich Grumbach
Karl Heinrich Grumbach (* 20. Januar 1790 in Merseburg; † nach 1851) war ein deutscher lutherischer Theologe, Pädagoge und Schriftsteller.

## Leben
Der 1790 in Merseburg geborene Grumbach studierte in Leipzig Theologie. Danach wirkte er als Privatlehrer in Merseburg sowie als Diakon und Rektor in Ortrand am Schraden. Im Jahre 1823 war er Prediger in Staritz und 1851 schließlich Pfarrer in Mühlberg.

## Werke (Auswahl)

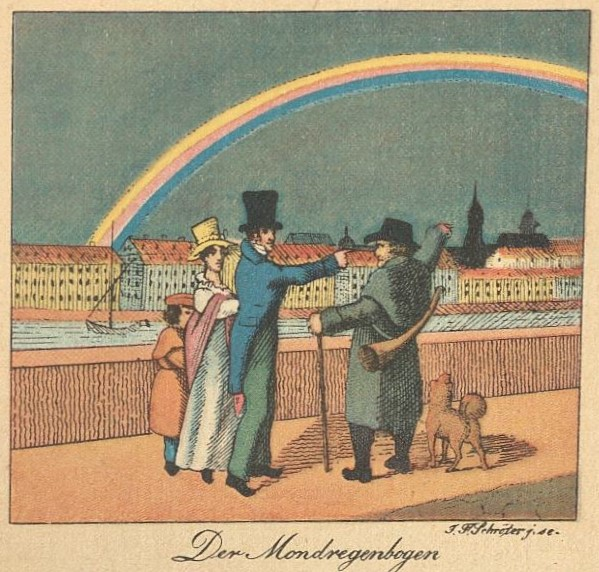
Johann Friedrich Schröter: Mondregenbogen in Willibalds Durchzüge (1827)

- Mnemosyne. Sammlung vorzüglicher Gedanken der besten Schriftsteller, zum Behuf für Stammbücher;
- Dichterische Proben, 1818; Darstellungen aus der Gemüthswelt, 1820;
- Gymnasion oder Das Buch der Lehre und Unterhaltung, 1820;
- Der Jugendspiegel. Ein Lehr- und Sittenbuch für die deutsche Jugend, 1820;
- Der Führer durch das Thal. Geschichten und Lieder für Kindheit und Jugend ..., 1825;
- Glaube, Liebe, Hoffnung in Gesängen der Andacht, des Trostes und der Erhebung ..., 1826;
- Kinderreisen oder Des wißbegierigen Willibalds Durchzüge merkwürdiger Länder und Völker der Welt, 1827;
- Mitteilungen aus der Bilderwelt oder Vater Siegfried im Kreise seiner Kinder, 1827;
- Scherz und Ernst in heiteren und belehrenden Erzählungen, Gedichten und Räthseln ..., 1829;
- Siona, der Weg zu Gott. Ein christliches Erbauungsbuch in Gesängen, 1829;
- Der Garten der Jugend (Erz.) 1829;
- Das Morgenstündchen oder Unterhaltende und belehrende Erzählungen ..., 1829;
- Unterhaltungen für Kinder ... in Erzählungen, Gedichten, Charaden und Räthseln ..., 1830;
- Immortellen. Ein Erbauungsbuch für denkende Christen und Christinnen in einer Reihe religiöser Aufsätze, Gebete und Dichtungen, 1830;
- Kinderlieder oder Gesänge für das zartere und reifere Alter, zu Nutz und Frommen deutscher Jugend, 1831;
- Die Reisemappe. Enthaltend Auszüge aus Reisebeschreibungen, Städte-Räthsel und Sinngedichte ..., 1831;
- Opferblüthen oder Original-Sammlung von Gedichten ..., 1832;
- Sulamith. Kleine Sammlung zweckmäßiger Sprüche und Liederverse auf alle Tage im Jahre ..., 1832;
- Vacuna oder Der Liebe Gaben und Opfer, in kleinen Erzählungen und Dichtungen zur Versittlichung und Unterhaltung für Kinder, 1832;
- Novellen und Erzählungen aus dem Gebiete der Wirklichkeit und der Phantasie, 1834;
- Bilderfreuden, ein belehrendes und ergötzendes Erzählungsbüchlein, 1835;
- Das christliche Gebetbuch ..., 1835;
- Geschenk für artige und fleißige Kinder, bestehend in kleinen Erzählungen ..., 1836;
- Kleine Jugendbibliothek oder Kleine moralische Erzählungen, Charaden und Räthsel, 1836;
- Sionas Blumenkörbchen oder Neue Fabeln und Kindergedichte ..., 1836;
- Unterhaltungsbibliothek für Söhne und Töchter gebildeter Familien ..., 1836;
- Andachtsbuch für Gefühlvolle Christen (Ged.), 1838;
- Das Buch für Leidende oder Rath und Trost der Religion Jesu Christi bei den verschiedenen Wechselfällen des menschlichen Glücks und Lebens unter dem Druck irdischer Prüfungen, 1839;
- Die Schicksale der Familie Dietrich oder Die Führungen Gottes sind wunderbar, 1839/40.